# Gaston Eudoxe dit Ricci
Gaston Eudoxe dit Ricci est un homme politique français né le 11 février 1869 à Alger (Algérie) et mort le 26 novembre 1952 à Blida (Algérie).

## Biographie
Avocat, puis magistrat et enfin avoué, il est maire de Blida et conseiller général en 1910. Il est député de l'Algérie française de 1928 à 1932, siégeant au groupe de l'action démocratique et sociale.